# Rakwŏn
Rakwŏn (kor. 락원역, pol. Raj) – stacja początkowa linii Hyŏksin, systemu metra znajdującego się w stolicy Korei Północnej, Pjongjangu. Stacja została otwarta 9 października 1975 r.